# De Cock en de moord op Anna Bentveld
De Cock en de moord op Anna Bentveld is het vierde boek uit de De Cock-serie. Net als in het eerste deel leidt een andere rechercheur haar moordonderzoek. Dit keer gaat rechercheur Peeters aan het eind van zijn onderzoek een deal aan met de door hem ontmaskerde moordverdachte. Door die afspraak krijgt hij de unieke voogdij van een schattige en schatrijke 3 maanden oude meisjesbaby. Aan het eind van het verhaal geeft hij een andere reden op voor zijn ontslagaanvraag bij de recherche Warmoesstraat. Na dit vierde deel uit de serie leidt rechercheur De Cock elk nieuw beschreven moordonderzoek aan het politiebureau Warmoesstraat. Dit deel wordt evenals deel 1 nog vanuit de hoofdpersoon, rechercheur Peeters verteld. Dit in tegenstelling tot de andere boeken waarin rechercheur De Cock de hoofdpersoon is.

## Voorwoord en tevensEpiloog
Het boek begint 6 jaar na afloop van de hoofdepisode. Een zesjarig meisje Honny vraagt aan haar papa waarom ze die dag niet naar school mag. Bovendien moet ze van mama haar mooie jurk aan. Papa legt uit dat ze een meneer gaan ophalen. Voor die meneer is het een feestdag. Desgevraagd geeft papa weifelend toe dat het voor iedereen een feestdag is. Maar die meneer is zes jaar heel alleen geweest in een heel kamertje. Als de betreffende meneer zelf uit de poort loopt krijgt de papa van Honny een schrikreactie. Zijn herinnering gaat terug naar een gure meinacht, zes jaar eerder.

## Verhaal
Midden in de nacht rinkelt de telefoon. Rechercheur Peeters wordt tijdens zijn dienst uit bed gebeld. Onder zwakke protesten van zijn vrouw wordt hij thuis opgehaald en naar het politiebureau Warmoesstraat gebracht. Bij een inbraak aan de Keizersgracht is een vrouw doodgeslagen. Brigadier Jaap Westdorp heeft medelijden met rechercheur Peeters. Hij lijkt de laatste tijd onevenredig getroffen te worden in zijn bereikbaarheidsdiensten. De gemelde feiten zijn dat om 1.20 uur een zekere Charles van Duuren volgens afspraak op bezoek kwam bij Anna Bentveld aan de Keizersgracht. De buitendeur stond echter al open en binnen lag Anna met ingeslagen schedel. De brigadier heeft Charles voorlopig als getuige meegenomen naar het bureau. De plaats delict wordt bewaakt. Charles van Duuren zit te wachten bij de commissaris van het bureau, die door rechercheur Peeters achter zijn rug om consequent als ‘De Ouwe’ wordt betiteld. De commissaris legt zijn rechercheur Peeters uit dat heer Van Duuren een onplezierige ervaring heeft gehad. Laatstgenoemde zegt een leidinggevende zakenman te zijn die bij bezoeken aan Amsterdam bij Anna bleef overnachten. De commissaris besluit terug naar de plaats delict te gaan. De dactyloscoop en de politiefotograaf zijn gearriveerd evenals dokter Rusteloos. Dokter Rusteloos schat het tijdstip van overlijden 2 tot 3 uur eerder. Een achtergelaten breekijzer wordt gezien als het moordwapen. Rechercheurs Peeters stelt haartjes en bloed aan het apparaat veilig. Dactyloscoop Kreuger vindt tot zijn tevredenheid bruikbare afdrukken op het moordwapen. De inbreker bleek via het souterrain binnen te zijn gekomen. Ook een anonieme Officier van justitie is aanwezig.
Bij terugkomst op het politiebureau probeert rechercheur Peeters Charles van Duuren te verhoren. Als hij koffie gaat halen zijn al een aantal vroege rechercheurs aanwezig. Rechercheur De Cock schenkt de koffie in. Hij voelt wel mee met heer Van Duuren die zijn vriendinnetje is kwijt geraakt. Zelf houdt hij er geen liefjes op na. Collega De Wilde wijt dat aan zijn geldgebrek, maar De Cock aan zijn mentaliteit. De Wilde provoceert De Cock en de twee raken bijna slaags onder het toezien van de commissaris die achterstevoren op een stoel zwijgend zijn koffie drinkt. Terug bij Charles meldt deze dat er een tas met 25.000 gulden is verdwenen. Charles zegt dat hij Anna in Amsterdam heeft leren kennen in een huis waar zakenlieden samen komen om een gokje te wagen. Met achterlaten van zijn adres in het Victoria Hotel laat rechercheur Peeters hem gaan. Zijn commissaris praat rechercheur Peeters verder bij. Charles ligt in scheiding met zijn schatrijke vrouw. Verder zal hij de verdwenen tas met 50.000 gulden aan de pers melden. Rechercheur Peeters weet het bedrag omlaag te praten tot 30.000. Bovendien wordt rechercheur De Wilde aan het onderzoek toegevoegd. Maar rechercheur Peeters was liever met collega De Cock op pad gegaan. Die is minder rechtlijnig en beschikt ondanks een bijtend sarcasme nog wel over gevoel voor pure menselijkheid.
Thuis kan rechercheur Peeters de slaap niet meer vatten. Hij denkt aan de ‘Noorse Anja’, haar bijnaam op de Wallen, en haar souteneur ‘Mooie Bertus’. Het duo had in het verleden een schuchtere tuinderszoon uit het Westland 20.000 gulden afgetroggeld. De zangcarrière van Anna was ten onder gegaan aan een gebrek aan talent en een overdaad aan presentatie. De kranten maken er nog melding van en ene Hendrikus Cornelis Schoutens komt zich spontaan als dader aanmelden. Hij wordt door rechercheur Peeters na een kort en scherp verhoor weggestuurd om elders zijn seksuele problemen te bespreken. Hij vertelde onder andere 30.000 gulden te hebben buitgemaakt. Rechercheur Peeters besluit Mooie Bertus in de Bethlehemsteeg thuis op te gaan zoeken. Hij vraagt hem rechtstreeks tot tweemaal toe of hij Anna heeft vermoord? Bertus noemt het een belachelijke vraag. Hij was trouwens van Anna af want ze ging met Van Duuren. Thuis krijgt Peeters woorden met zijn vrouw over zijn baan bij de politie. Na 20 jaar heeft zij er genoeg van. Midden in de discussie belt zijn commissaris dat ze vingerafdrukken op het breekijzer van de bekende inbreker Pepi Meijer hebben gevonden. Laatstgenoemde is net een maand eerder uit de gevangenis ontslagen.
De volgende ochtend proeft rechercheur Peeters een gespannen sfeer op het politiebureau. Diverse invallen leveren wel wat bijvangst op van gezochte misdadigers, maar Pepi wordt niet gevonden. Ook in de pers wordt vermeld dat Pepi wegens moord wordt gezocht. De commissaris leidt persoonlijk de jacht. Thuis bij zijn vrouw begrijpt Peeters uit zijn rechercheursgeheugen opeens waarom Pepi niet wordt gepakt. De 19e mei legt hij altijd bloemen op het graf van zijn in 1952 overleden moeder. Ook dit jaar is dat weer gebeurd en vlak daarna meldt Pepi zich aan de Warmoesstraat. Inmiddels neemt rechercheur De Wilde Pepi een keihard verhoor af, maar zijn collega Peeters verbiedt hem dat nog eens te proberen. Desgevraagd geeft Pepi toe zich gemeld te hebben omdat rechercheur Peeters het onderzoek zou leiden. Maar ook rechercheurs Peeters wordt tijdens zijn verhoor woedend op Pepi als hij de moord blijft ontkennen. Zijn collega De Wilde komt toevallig langs en schudt nu op zijn beurt het hoofd. Ze besluiten Pepi maar in een van de smerige celletjes beneden van het politiebureau op te sluiten. Maffe Beppie vertelt rechercheur Peeters ongevraagd doch vertrouwelijk dat ze de nacht van de moord Noorse Anja om 1 uur nog levend op de gracht heeft gezien.
Terug aan het bureau laat Peeters Pepi zijn kleren omruilen voor het pak dat hij droeg op het graf van zijn moeder. Agent Klaas Trump, die heeft staan posten op de Keizersgracht, komt even bijpraten met rechercheur Peeters. Hij is duidelijk onder de indruk van het moordonderzoek waarvan hij zijdelings deel uitmaakt en biedt aan klusjes voor hem te doen. Terwijl rechercheur Peeters de kleding persoonlijk naar het Gerechtelijk Laboratorium in Den Haag brengt, neemt De Wilde Pepi toch weer onder handen en dwingt een moordbekentenis af. Een tas met geld met 4900 gulden is intussen op zijn aanwijzingen opgegraven. Honderd gulden doteert Peeters aan de bloemen voor op het graf. Maar waar is de ontbrekende 20.000 gulden? De commissaris proeft de spanning tussen zijn twee rechercheurs. In een vertrouwelijk gesprek vraagt hij rechercheur Peeters morgen Pepi nog eens te verhoren over de kleinigheid van die 20.000 gulden. Voor hij naar huis kan gaat vraagt rechercheur De Cock collega Peeters naar de verzamelde bewijzen, want ook hij heeft twijfels. Peeters spreekt van een bekentenis, vingerafdrukken op het moordwapen, een draadje stof van Pepi’s broek op de plaats delict, de tas met geld. Er is maar weinig ruimte voor een andere mening. Rechercheur De Cock moet het beamen en waarschuwt zijn collega niet al te veel op zijn gevoel af te gaan. Maar Peeters zijn vrouw denkt er thuis heel anders over. Ze denkt mee en ze komen tot de conclusie dat Pepi maximaal 9 minuten heeft gehad voor de moord. En dan is er ook nog een Charles van Duuren. Maar opeens ziet ook rechercheur Peeters een andere kant van de zaak. Pepi droeg altijd handschoenen. En alleen op het breekijzer werden zijn vingerafdrukken gevonden, maar Pepi was juist een nette inbreker die altijd handschoenen droeg. Bovendien komt ook nog eens de mededeling door dat op de kleding van Pepi geen bloed is aangetroffen. Peeters speelt nu zelf thuis met zijn vrouw de moord na. Ze komen tot de conclusie dat er bloedspatten op zijn broek zouden moeten zitten.
De volgende ochtend haalt rechercheur Peeters Pepi uit zijn cel en schenkt De Cock weer koffie. Hij biedt nogmaals zijn hulp aan. Onder grote druk vertelt Pepi met tegenzin dat Mooie Bertus hem had getipt over een tas met geld. Maar er zat slechts 5000 gulden in de tas en niet de beloofde 25.000. Rechercheur Peeters besluit wederom Mooie Bertus lastig te gaan vallen. Hij neemt de zich als vrijwilliger aanbiedende agent Klaas Trump mee en samen vinden ze hem hangend aan zijn keukendeur op zijn etage. Het lijkt zelfmoord maar rechercheur Peeters zit al ruim 20 jaar in het vak. Hij let op hoogte, insnijdingen, lijkvlekken en psychische achtergronden. Ter plekke vinden ze een Engels pocketboek met als titel: “That night Anna died”. De kaft toont een vrouw met een treffende gelijkenis met Anna Bentveld. In het boek is een Engelse passage onderstreept waarin een onbekende zich afvraagt hoe hij dit nog langer moet verdragen. Het is alles bij elkaar maar een merkwaardige afscheidsbrief. Klaas ziet het als een bekentenis voor de moord op Anna en opvolgende zelfmoord. Rechercheur Peeters laat dienstdoend rechercheur De Cock ophalen om dit onderzoek van hem over te nemen. Als afscheid geeft hij als zijn dwingende mening dat Mooie Bertus is vermoord. Terugwandelend naar het politiebureau legt rechercheur Peeters de omstandigheden breed uit aan Klaas Trump. De plaats van de lijkvlekken is erg belangrijk.
Terug aan het bureau moet rechercheur Peeters de opgewonden Pepi vertellen dat Mooie Bertus niets heeft gezegd. Pepi is daar boos om want hij heeft hem wel degelijk over de tas met geld getipt. Het bericht van de dood van Bertus windt hem erg op. Hij bekent nogmaals de inbraak en zijn woede over een gesloten tas. Zelfs zonder handschoenen ging de tas niet open, die zat op slot. Zijn breekijzer bracht redding en was tegelijkertijd een voltreffer in de vingerafdrukkendatabank. Rechercheur Peeters probeert hem te troosten. Hij heeft Pepi al zo vaak in de bajes geholpen. Deze keer zal hij hem er uit helpen. In gelijkluidende termen weigert hij zijn commissaris om De Cock te gaan assisteren bij de moord op Mooie Bertus. Hij wil nog steeds de onschuld van Pepi gaan bewijzen. Rechercheur Peeters raakt in gesprek met zijn collega De Wilde. Ze bieden elkaar over en weer excuus aan voor hun optreden. Terwijl rechercheur Peeters kinderloos is gebleven, heeft De Wilde een volwassen zoon in de gevangenis te Arnhem. Een grote schande binnen de familie. Hij zag Pepi als zijn eigen zoon, een generatie van jongens die niet wil deugen. Na een lang gesprek volgt De Wilde de raad van zijn collega op om zijn zoon samen met echtgenote toch eens te gaan bezoeken. Aan het eind van hun gesprek belooft De Wilde Pepi nog een keer te gaan verhoren. Nu zonder zijn eigen opgekropte wrok. Onderweg naar huis hoort rechercheur Peeters via informanten dat Mooie Bertus en Anna Bentveld nooit echt uit elkaar zijn geweest.
Thuisgekomen belt Peeters Kreuger van de dactyloscopische dienst. Hij krijgt te horen dat er geen enkele vingerafdruk op het pocketboek is aangetroffen. De volgende dag neemt Peeters agent Klaas Trump mee. Ze rijden naar Rotterdam in zijn privé Volkswagen. Via een bevriende wasserijbaas wordt door Klaas bij Charles van Duuren thuis een kostuum voor de stomerij bij zijn huishoudster opgehaald. Vervolgens gaat het pak naar het Gerechtelijk Laboratorium ter controle op bloedspatjes. Zelf zoekt rechercheur Peeters Charles van Duuren op voor een diepzinnig gesprek. Aan het eind vraagt hij hem zijn huisadres in zijn notitieboekje op te schrijven. Die avond om 8 uur komt hij hem thuis in Kralingen een glas cognac drinken. Terug op de wasserij pakt rechercheur Peeters de telefoon en krijgt te horen dat er geen bloed is aangetroffen op het pak. Woedend pakt hij de telefoon voor direct overleg met collega rechercheur De Cock. Daarna stuurt hij Klaas Trump met de trein terug naar Amsterdam. Hij nodigt hem meteen al een dag later ’s avonds bij hem thuis uit voor nadere uitleg. In de tussentijd moet hij De Cock maar gaan helpen. Zelf gaat hij deze avond iets doen dat gevaarlijk is voor een dienstdoend ambtenaar in functie.
In Kralingen constateert om 8 uur ’s avonds Charles van Duuren tot zijn verbazing dat rechercheur Peeters alleen is gekomen. Een discussie over een verdwenen kostuum tussen huishoudster en Charles beëindigt Peeters abrupt. Hij heeft het pak. Dat betekent dat Charles niet twee maar slechts één moord heeft gepleegd. Vervolgens legt rechercheur Peeters aan Charles van Duuren al zijn fouten uit als rechercheur. Deze middag heeft een geschaduwde Charles zijn notaris en advocaat bezocht. Dat betekent dat de balans is opgemaakt. Rechercheur Peeters heeft ook zijn huiswerk gedaan. Anna Bentveld was moeder van Honoria Anna Bentveld, een dochter van drie maanden. Charles geeft toe dat Honny zijn dochter is. Rechercheur Peeters begreep bij de Burgerlijke stand meteen welke vader zijn dochter die naam zou hebben gegeven. Het gesprek wordt verder vertrouwelijk voortgezet.
De volgende ochtend schuift rechercheur Peeters aan bij zijn collega’s die rondom rechercheur De Cock aan de koffie zitten. In een kolderiek verhaal vertelt zijn collega dat hij onder de vloer 20.000 gulden heeft gevonden bij Mooie Bertus. Op een van Bertus zijn broeken zat bloed. Collega De Wilde biedt nu uitgebreid zijn excuus aan voor zijn fouten. Rechercheur Peeters overdenkt met smart al zijn eigen fouten in het onderzoek. Hij vraagt en krijgt na enig aandringen een week verlof van zijn commissaris. Hij wil De Cock niet helpen bij het moordonderzoek van Mooie Bertus. Weglopend overdenkt hij zijn positie. Hij heeft de moordenaar van Mooie Bertus niet gearresteerd. Dat is plichtsverzaking. Maar is het corruptie? Zijn motief is niet het geld.
Thuisgekomen is zijn vrouw opgelucht dat hij ontslag zal nemen. Na twintig jaar moest het er eens van komen. Samen ontvangen ze om 8 uur Klaas Trump met koffie. Om negen uur krijgt Peeters een lang verwacht telefoontje. Hij belooft Klaas nu grotendeels alles te vertellen. Hij moet beloven te zwijgen over het deel dat morgen niet in de kranten staat. Rechercheur Peeters vertelt het verhaal van Anna, Bertus en Charles. Bertus verloor deze keer zijn controle over Anna en eiste veel geld. Charles wilde het hem wel geven, maar alleen via een declarabele inbraak. Bertus kreeg 20.000 gulden vooraf en 5.000 in de tas. Laatstgenoemde vond dat nu juist een leuk klusje voor Pepi. Mevrouw Peeters schenkt nu de cognac in. In het laatste verhoor van Pepi is gebleken dat hij al rond middernacht de inbraak pleegde via het souterrain. Rond 1 uur ging Anna Mooie Bertus chanteren met zijn gepleegde inbraak. Zij had de nummers van de bankbiljetten en Bertus ging voor de inbraak zo het gevang in. Na een korte denkpauze ging Mooie Bertus terug naar het huis van Anna en sloeg haar dood. Klaas vraagt wie mooie Bertus heeft vermoord en krijgt Charles als dader. Dat roept de vraag op waarom laatstgenoemde niet wordt opgepakt. Peeters heeft een verhaal over het kaliber van de moordenaar. Een doortrapte boef als Mooie Bertus versus de perfecte zakenman met verdedigbaar motief, Charles van Duuren. Zijn vrouw noemt dit een leugen als excuus. Er is iets heel anders. Rechercheur Peeters zegt nu in het onderzoek van de moord op Anna Bentveld hopeloos te hebben gefaald. Hij had meteen de kleding van Mooie Bertus op bloed moeten laten onderzoeken en de 20.000 gulden moeten vinden, zoals zijn collega De Cock fluitend heeft gedaan. Zo zou hij met de arrestatie van de eerste moordenaar een tweede moord hebben voorkomen. Rechercheur Peeters heeft het aan Charles van Duuren gelaten of en wanneer hij zichzelf zou aangeven.
Als Klaas weg is vraagt zijn vrouw aan Peeters waarom Klaas niets van de baby is verteld. Maar Peeters heeft zelfs zijn vrouw nog niet alles verteld. Na lang aandringen van Charles heeft hij beloofd zelf de opvoeding van Honoraria op zich te nemen. Hij vertelt zijn vrouw dat ze de baby van Anna in huis zullen krijgen. Om haar lippen speelt een gelukkige glimlach.